# Nefroblastoma
Tumor de Wilms ou nefroblastoma é um tumor dos rins que tipicamente ocorre em crianças, sendo raro em adultos. 
Seu nome é um epônimo em homenagem ao Dr. Max Wilms, um cirurgião alemão (1867-1918), que foi a primeira pessoa a descrever este tipo de tumor.
Representa aproximadamente 7% das neoplasias que ocorrem em crianças.
Pode ocorrer em um ou em ambos os rins. Histologicamente é composto por elementos que se assemelham ao tecido renal normal: blastêmico, estromal e epitelial. Uma característica importante do Tumor de Wilms é a sua associação com outras doenças congênitas, incluindo aniridia, hemi-hipertrofia (aumento de um lado da face ou do corpo), e outras anomalias congênitas, habitualmente do sistema genitourinário.
O Tumor de Wilms consiste habitualmente em uma massa solitária, que surge em qualquer parte dos rins. Em geral, é nitidamente demarcado e variavelmente encapsulado. Esse tumor cresce até atingir um certo tamanho, deformando a estrutura renal

## Estadiamento
- Estágio 1: limitam-se ao rim e podem ser excisados com a superfície capsular intacta
- Estágio 2: estende-se pela superfície capsular, mas podem ser excisados
- Estágio 3: extensão do tumor limita-se ao abdome

- Estágio 4: metástase hematogênica, acometendo mais comumente os pulmões

### Epidemiologia
De acordo com PATTE (2010) o Tumor de Wilms acomete um número estimado de cerca de 1/10, 000 nascimentos e afeta tanto meninos quanto meninas. Ele afeta principalmente crianças pequenas, entre as idades de 1 e 5 anos, mas 15% deste tumor ocorrem antes da idade de 1 ano e 2% após a idade de 8 anos. Este tipo de tumor é menos frequente em crianças maiores e adultos. O INCA ( 2018) destaca que a sobrevida global em cinco anos para crianças menores de 15 anos pode atingir 90%. Essa melhora dos resultados se deve graças aos estudos cooperativos, com incorporação da abordagem multimodal. A prevalência da doença é 1-9 / 100 000.

### Descrição clínica
PATTE (2010) discorre que pacientes acometidos está constantemente presente um tipo de massa abdominal (unilateral na maioria dos casos). Neste caso alguns dos doentes sentem dor abdominal, 10% aproximadamente, acompanhado de hipertensão, febre (20% dos casos), e ainda hematúria e anemia. A doença tem uma rápida evolução, com disseminação regional no espaço retroperitoneal, gânglios linfáticos, vasos (veia renal e veia cava inferior) e na cavidade peritoneal nos casos de efracção de tumor, e uma forte probabilidade de metástases nos pulmões e fígado. O nefroblastoma é esporádico em 99% dos casos e, dentro destes, 10% estão associados a anomalias congénitas (aniridia, hemi-hipertrofia, defeitos geniturinários) ou fazem parte de síndromes específicos (síndromes de Beckwith-Wiedemann, de Denys-Drash, WAGR ou de Perlman,).

### Métodos de diagnóstico
PATTE (2010) ressalta que o diagnóstico é baseado em imagiologia, especialmente tomografia computadorizada ou ressonância magnética. A concentração de metabólitos das catecolaminas na urina é normal. A avaliação da extensão da doença também é realizada usando imagiologia (ecografia e tomografia computadorizada abdominal analisando principalmente o fígado e o rim contralateral, radiografia torácica e tomografia computadorizada).

### Diagnóstico diferencial
O diagnóstico diferencial inclui outros tumores renais em crianças, tais como nefroma mesoblástico (especialmente em crianças), sarcoma de células claras, neuroblastoma (extremamente raro no rim, mas pode invadir o rim por contiguidade), tumores rabdóides  e tumores estromais metanéfricos.

### Tipo de herança, genes envolvidos e sua descrição
O Tumor de Wilms se apresenta bastante associado a anomalias congênitas, de modo que seu risco se encontra aumentado, em especial nas seguintes malformações: Síndrome de WAGR, Síndrome de Denys-Drash e Síndrome de Beckwith-Wiedemann.
Relacionada a um gene autossômico dominante no cromossoma 11 – banda p.13, onde também está o gene para o Tumor de Wilms (WT-1). É principalmente caracterizada por aniridia, malformação geniturinária, retardo mental e cerca de 33% de chance de desenvolver Tumor de Wilms (principalmente por deleção no braço curto do cromossoma 11, que acaba atingindo os loci de ambos os genes). Também relacionada ao cromossomo 11p13 (mutação negativa dominante de sentido errôneo no gene WT-1, que afeta as propriedades de ligação do DNA), essa síndrome é caracterizada por disgenesia gonadal ou pseudo-hermafroditismo masculino, doença degenerativa renal (glomerulonefrite ou síndrome nefrótica) e Tumor de Wilms.Relacionado a um gene localizado na banda p15.5 do cromossoma 11, distal ao WT-1, chamado de WT-2, cuja função é ainda desconhecida. É caracterizada por excessivo crescimento intra-uterino e pós-natal. As principais alterações encontradas são: visceromegalias, macroglossia, onfalocele, hemi-hipertrofia, cistos medulares renais e, também, risco aumentado para outros tumores, como hepatoblastomas, tumores adrenocorticais, rabdomiossarcomas e tumores pancreáticos. A transmissão genética do Tumor de Wilms não representa fato relevante, de modo que a forma familiar, relativa à herança autossômica dominante com expressividade e penetrância variáveis, corresponde apenas a cerca de 1% ou 2% dos casos.

### Proteínas codificadas pelos genes e sua função
p73: estrutura, função e papel nas neoplasias
Entre os membros da família do p53, o p73 foi o primeiro gene identificado. Codifica uma proteína bastante similar à proteína supressora tumoral do p53 (27). Existem pelo menos seis proteínas oriundas do gene p73 que foram identificadas com letras gregas de a a z. Estas proteínas são formadas por emendas alternativas na extremidade 3' do p73 de células normais. As isoformas b e d são formas truncadas (respectivamente nos aminoácidos 399 e 494) do comprimento total da isoforma a do p73. Na isoforma z faltam os aminoácidos 400 a 496 da isoforma a, mas mantém a porção remanescente carboxiterminal. A isoforma g contém um longo molde alternativo de leitura e, conseqüentemente, possui uma porção C-terminal completamente diferente. A isoforma e compartilha regiões das isoformas g e a (8, 58). Recentemente foi identificada uma nova isoforma do p73, que foi denominada Delta Np73 (25).

### Sinais clínicos
Os sinais clínicos  comuns consistem em uma grande massa abdominal assintomática e hipertensão. Com frequência, o tumor é descoberto ao acaso, e não raro a mãe o descobre dando banho no filho. Algumas crianças podem apresentar dor abdominal, vômito ou ambos. Verifica-se a presença de hematúria microscópica e macroscópica em 17 a 25% dos casos. A TC é feita confirmar o diagnóstico.